# Суматренски серау
Суматренски серау (Capricornis sumatraensis) е вид бозайник от семейство Кухороги (Bovidae). Видът е световно застрашен, със статут Уязвим.

## Разпространение и местообитание
Разпространен е в Индонезия, Малайзия и Тайланд.